# Eogammarus psammophilus
Eogammarus psammophilus is een vlokreeftensoort uit de familie van de Anisogammaridae. De wetenschappelijke naam van de soort is voor het eerst geldig gepubliceerd in 1979 door Bousfield.